# Roko Jurlina
Roko Jurlina (Rijeka, 16. listopada 1993.) hrvatski je profesionalni košarkaš. Igra na poziciji beka-šutera i po potrebi razigravača, a trenutačno je član KK Zagreba. Visok je 196 cm i težak 90 kg.

## Karijera
Roko je počeo trenirati košarku vrlo rano, sa svoje četiri i pol godine u zadarskoj školi košarke Prvi koš. U Prvom košu su ga trenirali Tiziano Mazija, Predrag Saratlija, Boris i Lucijan Valčić, Umberto Piasevoli, Hrvoje Vlašić, Učo Pulanić i Arijan Komazec. Tamo trenira sve do svoje petnaeste godine kada prelazi u kadete KK Zadra. Sa svojom generacijom osvaja naslov kadetskih prvaka Hrvatske te biva proglašen najkorisnijim igračem prvenstva. Potom nastupa dvije sezone za juniore Zadra, a sa svojom generacijom 1993. godišta u sezoni 2010./2011. kao kapetan Zadra osvaja brončanu medalju na juniorskom prvenstvu Hrvatske. Te sezone upisuje i prva dva nastupa za seniore Zadra, u utakmicama prvenstva Hrvatske protiv Zagreba i Cedevite kada je trener Zadra bio Josip Pino Grdović. U istoj sezoni nastupa i za drugu ekipu Zadra, Pet bunara, gdje u A2 ligi bilježi zapažene partije i biva glavni igrač svoje ekipe. U KK Zadru su ga trenirali Rudolf Tičina, Joško Pulja, Denis Pleslić, Roko Giergia, Petar Popović, Samir Žuža i Tihomir Bujan.
U sezoni 2011./2012. potpisuje petogodišnji ugovor sa Zadrom. Prvi dio sezone provodi na posudbi u Križevcima gdje je otišao na poziv trenera Tihe Bujana koji ga je vodio u omladinskom pogonu Zadra, a drugi dio sezone provodi u zadarskoj Sonik Puntamici, također na posudbi. Zbog nekih nesuglasica i nekorektnog odnosa KK Zadra prema njemu, Roko u ljeto 2012. raskida ugovor sa Zadrom i potpisuje za KK Zagreb na poziv zadarskog trenera Danijela Jusupa. No, u prvoj pripremnoj utakmici protiv Hermes Analitice, Roko doživljava tešku ozljedu prednjeg križnog ligamenta lijevog koljena koja ga je udaljila od parketa cijelu sezonu.

## Hrvatska košarkaška reprezentacija
Roko debitirira 2009. godine u kadetskoj (do 16) reprezentaciji na Europskom prvenstvu u Kaunasu. Bio je redoviti član okupljanja mlađih državnih selekcija, a bio je i član hrvatske reprezentacije do 20 godina starosti koja je osvojila prvo mjesto u Diviziji B na europskom prvenstvu 2012. godine u Bugarskoj.

## Vanjske poveznice
- Profil na eurobasket.com